# Kim Stanley
Kim Stanley (født 11. februar 1925, død 20. august 2001) var en amerikansk teater-, tv- og filmskuespiller.
Hun begyndte sin skuespilekarriere på teater og derefter deltog i Actors Studio i New York City, New York. Hun modtog 1952-prisen Theatre World Award for sin rolle i The Chase og spillede i Broadway-produktionerne Picnic (1953) og Bus Stop (1955). Stanley blev nomineret til en Tony Award for bedste kvindelige hovedrolle i et skuespil for sine roller i A Touch of the Poet (1959) og A Far Country (1962).
I 1950'erne var Stanley en fremtrædende kunstner i fjernsynet og senere udviklet til film med en velmodtaget optræden i Gudinden (1959). Hun var fortælleren af Dræb ikke en sangfugl (1962) og medvirkede i Bag lukkede skodder (1964), som hun vandt New York Film Critics Circle Award for bedste skuespillerinde og blev nomineret til en Oscar for bedste kvindelige hovedrolle. Hun var mindre aktiv i resten af sin karriere; to af hendes senere filmsucceser var som Frances Farmers mor i Frances (1982), hvor hun modtog en nominering for den anden Oscar for bedste kvindelige birolle og som Pancho Barnes i Mænd af den rette støbning (1983). Hun modtog en Primetime Emmy Award for fremragende kvindelige birolle - Miniserie eller en film for sin præstation som Big Mama i en tv-tilpasning af Kat på et varmt bliktag i 1985. Samme år blev Kim Stanley optaget i American Theatre Hall of Fame.